# Halterofilismo nos Jogos Olímpicos de Verão de 2024
As competições de halterofilismo nos Jogos Olímpicos de Verão de 2024 em Paris aconteceram entre 7 a 11 de agosto na Arena 6 Paris Sul.
Várias mudanças significativas foram instituídas no programa do halterofilismo para esta edição, já que o número de categorias foi reduzido de quatorze para dez. Além disso, um total de 122 levantadores de peso participaram do evento, com uma divisão equitativa entre homens e mulheres, uma considerável queda em relação aos 196 competidores nos Jogos anteriores.

## Qualificação
Um total inicial de 120 vagas para halterofilistas, com distribuição equitativa entre homens e mulheres, estavam disponíveis para Paris 2024, quase oitenta a menos no geral com relação a Tóquio 2020. Os Comitês Olímpicos Nacionais (CON) qualificados poderiam inscrever no máximo três levantadores de peso por gênero, com um máximo de um em cada categoria de peso corporal.
Mais de oitenta e três por cento da cota total foi concedida aos dez levantadores de peso mais bem classificados em dez classes de peso diferentes por meio da lista bienal de classificação olímpica da Federação Internacional de Halterofilismo (IWF) entre 1º de agosto de 2022 a 28 de abril de 2024. Mais cinco vagas por gênero foram oferecidas ao competidor mais bem classificado competindo pela qualificação e fora dos dez primeiros com base em sua representação continental (África, Américas, Ásia, Europa ou Oceania) da lista.
O país anfitrião, a França, reservou duas vagas para homens e duas mulheres, enquanto outras três vagas por gênero tiveram direito a CONs elegíveis para que seus halterofilistas competissem conforme o princípio de universalidade.

## Formato
Em 14 de junho de 2022, a IWF anunciou oficialmente as novas categorias de peso para Paris 2024, com a contagem total de medalhas reduzida de quatorze para dez. Entre os eventos de medalhas do levantamento de peso, as categorias de 61 e 73 kg para homens e 49 e 59 kg para mulheres continuaram presentes de Tóquio 2020. A lista a seguir são as categorias de peso oficiais para homens e mulheres, respectivamente.
| Categorias de peso masculino - 61 kg - 73 kg - 89 kg - 102 kg - +102 kg | Categorias de peso feminino - 49 kg - 59 kg - 71 kg - 81 kg - +81 kg |

## Calendário
As competições de halterofilismo se iniciaram em 7 de agosto com as categorias mais leves no masculino (–61 kg) e feminino (–49 kg) e se encerraram em 10 de agosto de 2024 com as categoria mais pesada do feminino (+81 kg).
| Q | Qualificatória | F | Final |

| DataEvento               | Qua 7 ago | Qua 7 ago | Qui 8 ago | Qui 8 ago | Sex 9 ago | Sex 9 ago | Sáb 10 ago | Sáb 10 ago | Dom 11 ago | Dom 11 ago |           |           |
| Masculino                | Masculino | Masculino | Masculino | Masculino | Masculino | Masculino | Masculino  | Masculino  | Masculino  | Masculino  | Masculino | Masculino |
| ------------------------ | --------- | --------- | --------- | --------- | --------- | --------- | ---------- | ---------- | ---------- | ---------- | --------- | --------- |
| Até 61 kg masculino      | Q         | F         |           |           |           |           |            |            |            |            |           |           |
| Até 73 kg masculino      |           |           | Q         | F         |           |           |            |            |            |            |           |           |
| Até 89 kg masculino      |           |           |           |           | Q         | F         |            |            |            |            |           |           |
| Até 102 kg masculino     |           |           |           |           |           |           | Q          | F          |            |            |           |           |
| Mais de 102 kg masculino |           |           |           |           |           |           | Q          | F          |            |            |           |           |
| Feminino                 |           |           |           |           |           |           |            |            |            |            |           |           |
| Até 49 kg feminino       | Q         | F         |           |           |           |           |            |            |            |            |           |           |
| Até 59 kg feminino       |           |           | Q         | F         |           |           |            |            |            |            |           |           |
| Até 71 kg feminino       |           |           |           |           | Q         | F         |            |            |            |            |           |           |
| Até 81 kg feminino       |           |           |           |           |           |           | Q          | F          |            |            |           |           |
| Mais de 81 kg feminino   |           |           |           |           |           |           |            |            | Q          | F          |           |           |

## Nações participantes
Ao todo, 58 CONs enviaram seus halterofilistas qualificados, além da equipe dos Atletas Individuais Neutros. Entre parênteses encontra-se representada a quantidade de competidores.
- ALG Argélia (1)
- ARM Armênia (3)
- AIN Atletas Individuais Neutros (2)
- AUS Austrália (3)
- BHR Bahrein (2)
- BEL Bélgica (1)
- BRA Brasil (2)
- BUL Bulgária (3)
- CAN Canadá (2)
- QAT Catar (1)
- CZE Chéquia (1)
- CHN China (6)
- COL Colômbia (4)
- KOR Coreia do Sul (5)
- CUB Cuba (1)
- EGY Egito (5)
- ECU Equador (3)
- EOR Equipe Olímpica de Refugiados (2)
- USA Estados Unidos (5)
- EST Estônia (1)
- PHI Filipinas (3)
- FRA França (4)
- GEO Geórgia (3)
- GBR Grã-Bretanha (1)
- GUM Guam (1)
- MHL Ilhas Marshall (1)
- IND Índia (1)
- INA Indonésia (3)
- IRI Irã (2)
- IRQ Iraque (1)
- ITA Itália (3)
- JPN Japão (3)
- KIR Kiribati (1)
- LAT Letônia (1)
- LBA Líbia (1)
- MAD Madagascar (1)
- MAS Malásia (1)
- MEX México (1)
- MDA Moldávia (1)
- MGL Mongólia (1)
- NGR Nigéria (2)
- NOR Noruega (1)
- NZL Nova Zelândia (1)
- PNG Papua-Nova Guiné (1)
- POL Polônia (1)
- DOM República Dominicana (3)
- ROU Romênia (2)
- SAM Samoa (2)
- SYR Síria (1)
- THA Tailândia (4)
- TPE Taipé Chinês (3)
- TUN Tunísia (1)
- TKM Turcomenistão (1)
- TUR Turquia (1)
- UKR Ucrânia (1)
- UZB Uzbequistão (3)
- VAN Vanuatu (1)
- VEN Venezuela (5)
- VIE Vietnã (1)

## Medalhistas
Masculino
| Evento                  | Ouro                           | Prata                             | Bronze                                              |
| ----------------------- | ------------------------------ | --------------------------------- | --------------------------------------------------- |
| Até 61 kg detalhes      | Li Fabin CHN China             | Theerapong Silachai THA Tailândia | Hampton Morris USA Estados Unidos                   |
| Até 73 kg detalhes      | Rizki Juniansyah INA Indonésia | Weeraphon Wichuma THA Tailândia   | Bozhidar Andreev BUL Bulgária                       |
| Até 89 kg detalhes      | Karlos Nasar BUL Bulgária      | Yeison López COL Colômbia         | Antonino Pizzolato ITA Itália                       |
| Até 102 kg detalhes     | Liu Huanhua CHN China          | Akbar Djuraev UZB Uzbequistão     | Yauheni Tsikhantsou AIN Atletas Individuais Neutros |
| Mais de 102 kg detalhes | Lasha Talakhadze GEO Geórgia   | Varazdat Lalayan ARM Armênia      | Gor Minasyan BRN Bahrein                            |

Feminino
| Evento                 | Ouro                             | Prata                            | Bronze                           |
| ---------------------- | -------------------------------- | -------------------------------- | -------------------------------- |
| Até 49 kg detalhes     | Hou Zhihui CHN China             | Mihaela Cambei ROU Romênia       | Surodchana Khambao THA Tailândia |
| Até 59 kg detalhes     | Luo Shifang CHN China            | Maude Charron CAN Canadá         | Kuo Hsing-chun TPE Taipé Chinês  |
| Até 71 kg detalhes     | Olivia Reeves USA Estados Unidos | Mari Sánchez COL Colômbia        | Angie Palacios ECU Equador       |
| Até 81 kg detalhes     | Solfrid Koanda NOR Noruega       | Sara Ahmed EGY Egito             | Neisi Dajomes ECU Equador        |
| Mais de 81 kg detalhes | Li Wenwen CHN China              | Park Hye-jeong KOR Coreia do Sul | Emily Campbell GBR Grã-Bretanha  |

## Quadro de medalhas

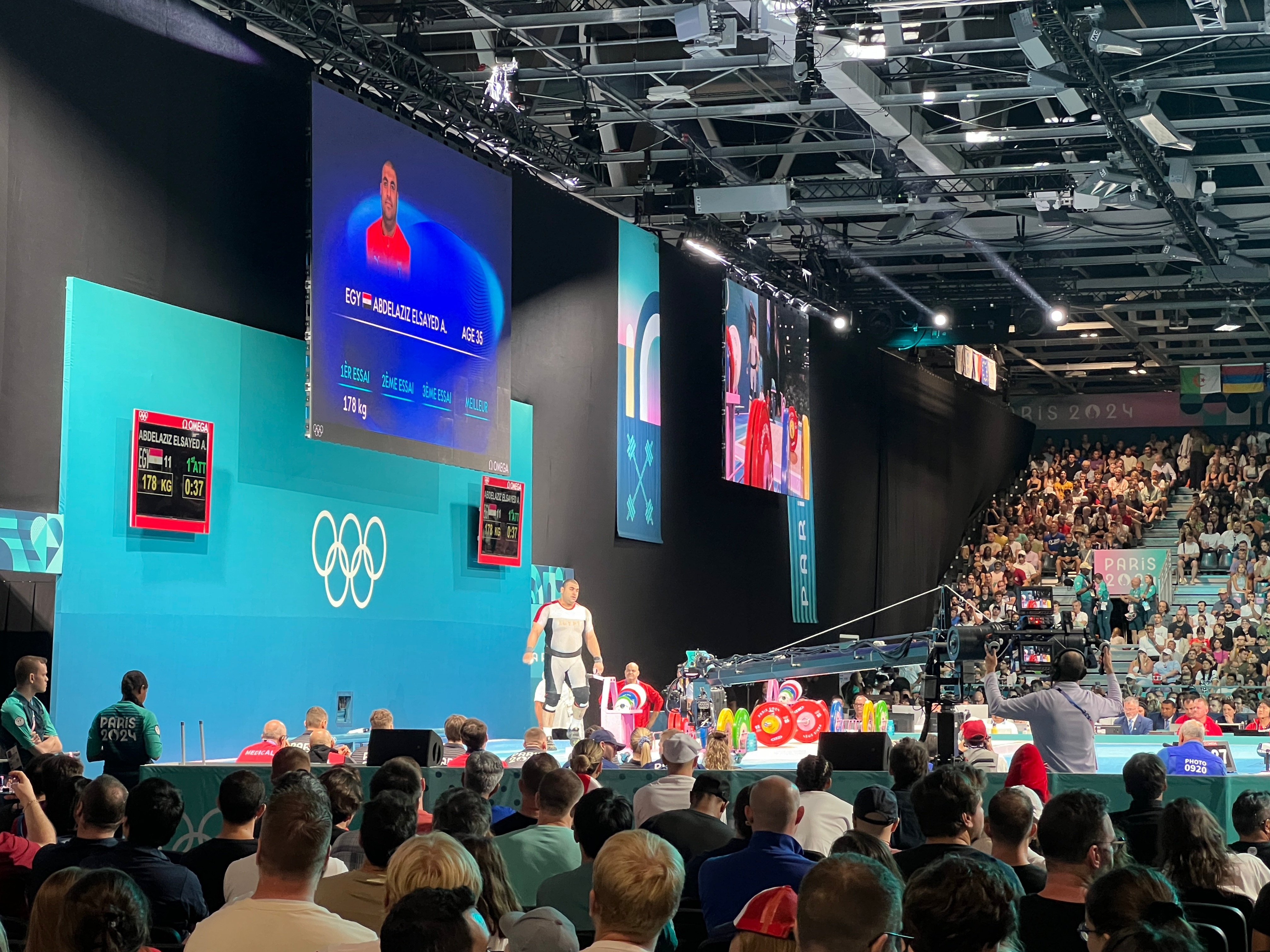
Arena 6 Paris Sul durante as competições de halterofilismo

| Ordem | País                            | Medalha de ouro | Medalha de prata | Medalha de bronze |    | Ordem por total |
| ----- | ------------------------------- | --------------- | ---------------- | ----------------- | -- | --------------- |
| 1     | CHN China                       | 5               |                  |                   | 5  | 1               |
| 2     | BUL Bulgária                    | 1               |                  | 1                 | 2  | 3               |
|       | USA Estados Unidos              | 1               |                  | 1                 | 2  | 3               |
| 4     | GEO Geórgia                     | 1               |                  |                   | 1  | 3               |
|       | INA Indonésia                   | 1               |                  |                   | 1  | 3               |
|       | NOR Noruega                     | 1               |                  |                   | 1  | 7               |
| 7     | THA Tailândia                   |                 | 2                | 1                 | 3  | 2               |
| 8     | COL Colômbia                    |                 | 2                |                   | 2  | 3               |
| 9     | ARM Armênia                     |                 | 1                |                   | 1  | 7               |
|       | CAN Canadá                      |                 | 1                |                   | 1  | 7               |
|       | KOR Coreia do Sul               |                 | 1                |                   | 1  | 7               |
|       | EGY Egito                       |                 | 1                |                   | 1  | 7               |
|       | ROU Romênia                     |                 | 1                |                   | 1  | 7               |
|       | UZB Uzbequistão                 |                 | 1                |                   | 1  | 7               |
| 15    | ECU Equador                     |                 |                  | 2                 | 2  | 3               |
| 16    | BRN Bahrein                     |                 |                  | 1                 | 1  | 7               |
|       | GBR Grã-Bretanha                |                 |                  | 1                 | 1  | 7               |
|       | ITA Itália                      |                 |                  | 1                 | 1  | 7               |
|       | TPE Taipé Chinês                |                 |                  | 1                 | 1  | 7               |
| –     | AIN Atletas Individuais Neutros |                 |                  | 1                 | 1  | –               |
| TOTAL | TOTAL                           | 10              | 10               | 10                | 30 | —               |